# The Escape of the Ape
The Escape of the Ape è un cortometraggio muto del 1908 diretto da Gilbert M. 'Broncho Billy' Anderson.

## Produzione
Il film fu prodotto dalla Essanay Film Manufacturing Company.

## Distribuzione
Il film - un cortometraggio di una bobina - uscì nelle sale cinematografiche USA il 5 agosto 1908.